# Attelabus sulcifrons
Attelabus sulcifrons là một loài bọ cánh cứng trong họ Attelabidae. Loài này được Argod-Vallon miêu tả khoa học năm 1895.